# Wehrdienst
Der Wehrdienst, Militärdienst oder, insbesondere auf den Kriegsfall bezogen, Kriegsdienst genannt, ist die Ausübung des Dienstes in den Streitkräften eines Staates. Er wird aufgrund einer Wehrpflicht oder einer freiwilligen Verpflichtung (öffentlich-rechtliche Verpflichtung oder Vertrag) geleistet.

## Grundlegendes zum Militärdienst
Die gesetzliche Verpflichtung zum Wehrdienst (Wehrpflicht) kann umfassen
- im Frieden:
  - die Ableistung eines längere Zeit dauernden Wehrdienstes (Grundwehrdienst (§ 5 WPflG) / Präsenzdienst / Rekrutenschule),
  - die Ableistung von kurzdauernden Übungen (Pflichtwehrübungen / Fortbildungsdienste der Truppe);
- im Spannungs- oder Verteidigungsfall:
  - den unbefristeten Wehrdienst.

Die Wehrpflicht wurde und wird unabhängig von einer totalitären oder demokratischen Staatsform weltweit praktiziert. In vielen Staaten ist die Ableistung eines Wehrersatzdienstes oder eines Zivildienstes an Stelle des Grundwehrdienstes möglich.
Eine freiwillige Verpflichtung ist möglich als
- Berufssoldat (BS),
- Soldat auf Zeit (SaZ),
- in Deutschland auch als freiwillig Wehrdienst Leistender (FWDL),
- in Deutschland auch als Reservistendienst Leistender (RDL),
- in der Schweiz auch als Durchdiener,
- in der Schweiz auch für Einsätze zur Friedensförderung (Militärgesetz Art. 66)

Art. 4 der Europäischen Menschenrechtskonvention besagt: „Niemand darf gezwungen werden, Zwangs- oder Pflichtarbeit zu verrichten.“ Hiervon ist der Militärdienst jedoch explizit ausgenommen: „Nicht als Zwangs- oder Pflichtarbeit im Sinne dieses Artikels gilt (…) eine Dienstleistung militärischer Art oder eine Dienstleistung, die an die Stelle des im Rahmen der Wehrpflicht zu leistenden Dienstes tritt, in Ländern, wo die Dienstverweigerung aus Gewissensgründen anerkannt ist; (…).“. In Deutschland garantierte das Grundgesetz in Artikel 4 Absatz 3 Kriegsdienstverweigerungsrecht. Auch Artikel 12 des Grundgesetzes schloss ursprünglich jede Zwangsverpflichtung aus und wurde erst mit Aufbau der Bundeswehr um die Ausnahmen zur Wehrpflicht und Landesverteidigung geändert.

## Deutschland

### Preußen
Zu den Reformen, die Preußen unter dem Eindruck der Niederlage im Krieg gegen Frankreich 1807 durchführte, gehörte die Einführung der allgemeinen Wehrpflicht. Zunächst wurde die, durch den Frieden von Tilsit auferlegte Grenze von 42.000 Soldaten sowie das Verbot, für die Aufstellung einer Miliz und von Reserveeinrichtungen durch das Krümpersystem von Gerhard von Scharnhorst umgangen. Am Ende der Befreiungskriege in den Jahren 1813/14 stand die Einführung der allgemeinen Wehrpflicht durch das Gesetz über die Verpflichtung zum Kriegsdienst vom 3. September 1814. Damit war eine grundsätzliche Aufwertung des Soldatenstandes verbunden, denn bis dahin hatten gemeine Soldaten als gesellschaftlich deklassiert gegolten. Der Militärdienst, zu dem auch die Söhne des Adels und des Bürgertums eingezogen wurden, galt nun als Ehrendienst und die Armee als „Schule der Nation“. Wehrpflichtige aus den „gebildeten Ständen“ konnten sich als „Einjährig-Freiwillige“ melden und hatten nach diesem Jahr die Aussicht, sich zum Reserveoffizier weiterbilden zu können, was mit viel gesellschaftlichem Prestige verbunden war.
Unter allen größeren europäischen Staaten hatte nur Preußen nach den Napoleonischen Kriegen sein System der allgemeinen Wehrpflicht beibehalten und trotz des Heereskonflikts Anfang der 1860er Jahre modernisiert.
In den anderen deutschen und den meisten europäischen Staaten wurde unter den tauglich Gemusterten die erforderliche Anzahl von Rekruten durch das Los bestimmt. Der Ausgeloste konnte aber einen von ihm bezahlten Ersatzmann als „Einsteher“ stellen, weshalb in diesen Armeen eher Männer aus ärmeren Schichten dienten. War ihre Dienstzeit abgelaufen, rückten sie für einen anderen Wehrpflichtigen erneut als Einsteher an dessen Stelle, so dass die Armeen, wie auch die Frankreichs, faktisch aus Berufssoldaten bestanden. Andere deutsche Staaten zogen nur einen Teil der Wehrpflichtigen für eine sehr lange Dienstzeit ein, darunter Österreich, ungeachtet zahlreicher Sonderbestimmungen, für 14 Jahre.
Nachdem das preußische Wehrpflichtsystem seine Effizienz in den Kriegen mit Dänemark im Jahre 1864 und mit dem innerdeutschen Konkurrenten Österreich im Jahre 1866 im Deutschen Krieg bewiesen hatte, übernahmen es die anderen deutschen Staaten. In Folge des Inkrafttretens der Verpflichtung zum Kriegsdienst für den Norddeutschen Bund. Der Wehrdienst begann im Alter von 20 Jahren.

„Jeder Eingeborne, sobald er das 20. Jahr vollendet hat, ist zur Vertheidigung des Vaterlandes verpflichtet.“

„Um im Allgemeinen körperliche und wissenschaftliche Ausbildung so wenig als möglich zu stören“ (§ 9), dürfen Freiwillige bereits mit 17 Jahren eintreten, wodurch sich die Verpflichtungszeit entsprechend nach hinten verkürzt. Diejenigen, welche freiwillig in das stehende Heer treten, erhalten dafür die Begünstigung, sich die Waffengattung und das Regiment zu wählen. Des Weiteren werden folgende Abstufungen eingeführt: dem stehenden Heere, der Landwehr des ersten Aufgebots, der Landwehr des zweiten Aufgebots und Landsturm. Der Heeresstärke wird nicht festgelegt und so den „jedesmaligen Staatsverhältnissen“ angepasst werden. Das Stehende Heer bildet sich aus den Berufssoldaten, den Freiwilligen und einem „Theil der jungen Mannschaft der Nation vom 20. bis zum 25. Jahre.“ Damit ist der Wehrdienst auf 5 Jahre festgesetzt. Die ersten 3 Jahre dient man beim Stehenden Heer und die letzten 2 Jahre wird man in die Heimat entlassen und dient als Reserve, die als Ersatz des Stehenden Heeres im Kriege mobilgemacht werden kann. Wer freiwillig länger im Stehenden Heer dienen möchte, kann sich zu einem weiteren sechsjährigen Dienst verpflichten. Er erhält damit eine Auszeichnung, für die zweite Dienstzeit eine Soldzulage und Anspruch auf Versorgung, wenn er zu weiteren Dienst unfähig geworden ist. Des Weiteren wird im § 7 der Einjährig-Freiwilliger eingeführt. Allerdings dienen sie zunächst nicht beim Stehenden Heer, sondern unter dem Eindruck des Lützowsches Freikorps wird ihnen das Ersatz der freiwillige einjährige Dienst in „Jäger- und Schützenkorps“ gestattet. Sie müssen sich selbst einkleiden und bewaffnen. Die Landwehr ersten Aufgebots dient im Frieden in der Heimat, im Krieg ist sie sowohl im In- wie im Ausland zur Unterstützung des Stehenden Heers berufen. Ihre Mannschaften setzen sich aus Wehrpflichtigen (20–25 Jahren), Jäger- und Schützenbataillone (Einjährig-Freiwillige) und Mannschaften (26–32 Jahren) zusammen. Aus den Männern, die aus der Landwehr ersten Aufgebots austreten, werden automatisch bis zum 39. Geburtstag in der Landwehr zweiten Aufgebots aufgenommen, die in Garnisonen oder Garnison-Bataillonen dient. Jünglingen von 17 bis 20 Jahre ist die Teilnahme an den Übungen der Landwehr zweiten Aufgebots gestattet. Die Landwehr im Allgemeinen ist eine ortsansässige Armee. Wenn ein Bürger in einen anderen Ort zieht, so tritt er damit automatisch die die Landwehrabteilung des neuen Wohnsitzes über. Der Landsturm tritt nur im Krieg, in der Heimat und nur auf Befehl des Königs dem Feind entgegen. Ansonsten ist er für die Unterstützung der öffentlichen Ordnung vorgesehen. Er besteht aus Jünglingen ab 17 Jahren, aus allen Männern, die aus der Landwehr ausgetreten sind, und aus Männern, die weder zum stehenden Heer noch zu Landwehr gehören und das 50. Lebensjahr noch nicht vollendet haben. Der Landsturm teilt sich in „Bürger-Compagnien in den großen Städten“ und „Land-Compagnien nach Maßgabe der innern Kreiseintheilung“.

### Norddeutscher Bund
In der Verfassung des Norddeutschen Bundes vom 16. April 1867 wurde im Artikel 57 festgelegt: „Jeder Norddeutsche ist wehrpflichtig und kann sich in Ausübung dieser Pflicht nicht vertreten lassen“ kann. Im Artikel 59 wird der Wehrdienst wie folgt ausgearbeitet:

„Jeder wehrfähige Norddeutsche gehört sieben Jahre lang, in der Regel vom vollendeten 20. bis zum beginnenden 28. Lebensjahre, dem stehenden Heere – und zwar die ersten drei Jahre bei den Fahnen, die letzten vier Jahre in der Reserve – und die folgenden fünf Lebensjahre der Landwehr an. In denjenigen Bundesstaaten, in denen bisher eine längere als zwölfjährige Gesammtdienstzeit gesetzlich war, findet die allmälige Herabsetzung der Verpflichtung nur in dem Maaße statt, als dies die Rücksicht auf die Kriegsbereitschaft des Bundesheeres zuläßt. [gemeint ist Preußen, Anm. d.V.]“

Im Artikel 60 wird die Sollstärke festgelegt:

„Die Friedens-Präsenzstärke des Bundesheeres wird bis zum 31. Dezember 1871 auf Ein Prozent der Bevölkerung von 1867 normirt, und wird pro rata derselben von den einzelnen Bundesstaaten gestellt. Für die spätere Zeit wird die Friedens-Präsenzstärke des Heeres im Wege der Bundesgesetzgebung festgestellt.“

Grund dafür dürfte u. a. auch die finanzielle Belastung des Staatsbudgets gewesen sein, die durch Aufwendung von 225 Thalern pro Kopf des Heeres verursacht wurde. In dem Gesetz, betreffend die Verpflichtung zum Kriegsdienste vom 9. November 1867 wird dann die Regulierung weiter ausgeführt. Vor allem können die Wehrpflichtigen jetzt vorzeitig den Wehrdienst aufnehmen, wenn es ihnen vorteilhaft erscheint:

„Um im Allgemeinen wissenschaftliche und gewerbliche Ausbildung so wenig wie möglich durch die allgemeine Wehrpflicht zu stören, ist es jedem jungen Mann überlassen, schon nach vollendetem 17ten Lebensjahre, wenn er die nöthige moralische und körperliche Qualifikation hat, freiwillig in den Militairdienst einzutreten.“

Diese Regelung bleibt auch in dem Deutschen Kaiserreich bestehen.

### Deutsches Kaiserreich
Die allgemeine Wehrpflicht wurde durch die Reichsverfassung (Artikel 57 ff.) und das Reichsmilitärgesetz gesetzlich geregelt. Im Reichsmilitärgesetz wurde festgelegt, dass jeder Deutsche militärpflichtig ist:

„Alle Wehrpflichtigen sind, wenn sie nicht freiwillig in den Heeresdienst eintreten (§§. 10 und 11 des Gesetzes vom 9. November 1867, Bundes-Gesetzbl. S. 131), vom 1. Januar des Kalenderjahres an, in welchem sie das 20. Lebensjahr vollenden, der Aushebung unterworfen (militärpflichtig)...“

Der Eintritt in die Streitkräfte war zu Quartalsbeginn möglich. Die Dienstpflicht dauerte 7 Jahre lang, vom 21. bis zum 27. Lebensjahr. Dieser Zeitraum wurde in 3 Jahre aktiven Dienst und 4 Jahre Reserve aufgeteilt, bez. später für die Infanterie 2 Aktiv und 5 Jahre Reserve. Die Rekrutierung erfolgte immer zum Oktober des jeweiligen Jahres. Der aktive Wehrdienst betrug somit 2 bzw. 3 Jahre, musste aber innerhalb der Wehrpflicht geleistet werden, wenn der betreffende sich nicht zuvor freiwillig früher zum Wehrdienst gemeldet hatte. Die Reserveeinheiten wurden nur im Kriegsfall gebildet. Vom 1. Januar eines Kalenderjahres an, wurden deutsche Männer, die das 20. Lebensjahr vollendet hatten, wehrpflichtig und hatten die Pflicht sich regelmäßig bei den zuständigen Behörden zu melden, bis über ihre militärische Verwendung entschieden wurde. Zur Kontrolle dieser Regelung wurden von den Gemeinden sogenannte Stammrollen aufgestellt. Der Wehrpflichtige konnte sich in Ausübung dieser Pflicht nicht vertreten lassen. Jeder wehrfähige Mann gehörte vom vollendeten 17. bis zum vollendeten 20. Lebensjahr zum Landsturm I. Aufgebots. Die Zeit vom vollendeten 20. Lebensjahr bis zum 31. März des Jahres, in dem er das 39. vollendete, gehörte zu seiner Dienstpflicht. Die Dienstpflicht betrug also 19 Jahre. Davon diente der Mann 2 Jahre (Infanterie) aktiv und 5 Jahre in der Reserve. Kavallerie und reitende Artillerie dienten 3 Jahre aktiv. Männer die kürzer als 2 Jahre aktiv dienten, z. B. die einjährigen Freiwilligen, blieben entsprechend länger in der Reserve. Die Reserve diente zur Ergänzung des aktiven Heeres. Mannschaften, die freiwillig länger als 2 Jahre aktiv gedient haben, diente entsprechend kürzer in der Landwehr I. Den Rest der Jahre, bis 31. März des Jahres, in dem er sein 39. Lebensjahr beendete, zur Landwehr II. Mannschaften, die freiwillig vor dem vollendeten 20. Lebensjahr eingetreten sind, treten entsprechend früher aus der Landwehr II aus. Bei späteren Eintritt in das aktive Heer die durch folgende Gründe verursacht werden:
- bei noch mangelnder Körperentwickelung
- auf Ansuchen in Berücksichtigung bürgerlicher Verhältnisse
- Zurückstellung bis zu 5 Jahren, um einen Beruf nicht zu unterbrechen

dient der Mann nicht länger in der Landwehr II, sondern auch nur bis zu seinem vollendeten 39. Lebensjahr. Vom 31. März des Jahres, an dem er sein 39. Lebensjahr vollendet hatte, bis zur Vollendung des 45. Lebensjahres diente er im Landsturm II. Diese gesamte Regelung gilt für Friedenszeiten, im Krieg findet kein Übertritt vom stehenden Heer zur Landwehr statt. Die Anzahl der zum Wehrdienst Herangezogenen wurde durch die Heeresgröße bestimmt. Im Artikel 60 der Verfassung des Norddeutschen Bundes wurde die Friedenspräsenzstärke des Heeres auf 1 % der Bevölkerung von 1867 festgelegt. Die künftige Festlegung der Friedenspräsenzstärke wurde von der Reichsgesetzgebung geregelt, die dem Reichstag ein erhebliches Mitspracherecht einräumte.

„Die Friedenspräsenzstärke des Heeres an Unteroffizieren und Mannschaften beträgt für die Zeit vom 1. Januar 1875 bis zum 31. Dezember 1881 401.659 Mann. Die Einjährig-Freiwilligen kommen auf die Friedenspräsenzstärke nicht in Anrechnung.“

Dies war aber keine Verschärfung der Zustände, obwohl damit eine Heeresvermehrung einherging. Gerade die Nationalliberalen und Fortschrittspartei sahen in der nominellen Festsetzung der Heeresstärke eine Einschränkung des Budgetrechts des Reichstags, denn sie machte die Bewilligung des Militäretats zu einer Farce. Sicherlich hatte Bismarck seine Lehren aus dem Preußischen Verfassungskonflikt gezogen. Doch das rasche Bevölkerungswachstum in der Gründerzeit führte dazu, dass zwischen der Reichsgründung und dem Ersten Weltkrieg nur 63 % der wehrpflichtigen Männer zu den Fahnen gerufen wurden. Selbst 1912, noch vor Ausbruch des Ersten Weltkrieges in einer Zeit der Hochrüstung, betrug das Verhältnis der Heeresgröße zur Gesamtbevölkerung nur 0,923 %. Eine effektive und damit gerechtere Aushebung war erst Anfang des Ersten Weltkrieges mit dem Edikt über die allgemeine Verpflichtung zu Wehrpflicht vom 3. September 1914 (§§ 9, 10, 11, 12 und 16) möglich. Es bildete gleichzeitig die gesetzliche Grundlage, um aus einer relativ zu seinen Gegnern geringen Heeresgröße ein Millionenheer zu machen.

### Weimarer Republik
Mit der Unterzeichnung des Waffenstillstands von Compiègne am 11. November 1918 hatte die Regierung der zügigen Räumung der besetzten Gebiete zugestimmt. Bereits am 12. November begann der Rückzug an der Westfront, bis zum 17. Januar 1919 waren auch die linksrheinischen Gebiete frei von deutschem Militär. Nun galt es, diese immer noch mehrere Millionen Soldaten zählenden Verbände der „Alten Armee“ schrittweise abzurüsten. Dies geschah in den zuvor bestimmten Demobilmachungsorten, üblicherweise den jeweiligen Heimatgarnisonen; für die Regimenter mit linksrheinischen Garnisonen wurden Demobilisierungsorte im Innern des Reichs bestimmt. Der Rat der Volksbeauftragten und die Oberste Heeresleitung beabsichtigten, nach der Demobilisierung noch bestehende Truppenteile in ein Friedensheer zu überführen. Am 19. Januar 1919 erließ die Reichsregierung die „Vorläufigen Bestimmungen über die Bekleidung des Friedensheeres“ im Armeeverordnungsblatt 1919, Nr. 85; die am 6. Februar 1919 zusammengetretene Weimarer Nationalversammlung beschloss aber am 6. März 1919 das Gesetz über die Bildung einer vorläufigen Reichswehr. Es ermächtigte den Reichspräsidenten,

„das bestehende Heer aufzulösen und eine vorläufige Reichswehr zu bilden, die bis zur Schaffung der neuen reichsgesetzlich zu ordnenden Wehrmacht die Reichsgrenzen schützt, den Anordnungen der Reichsregierung Geltung verschafft und die Ruhe und Ordnung im Innern aufrechterhält.“

Die Stärke dieses Heeres sollte 400.000 Mann betragen. Das Gesetz über die Bildung einer vorläufigen Reichsmarine vom 16. April 1919 ermächtigte ihn,

„die bestehenden Formationen der bisherigen Kriegsmarine aufzulösen und eine vorläufige Reichsmarine zu bilden, die bis zur Schaffung der neuen, reichsgesetzlich zu ordnenden Wehrmacht die deutschen Küsten sichert, durch Minenräumen, Ausübung der Seepolizei und sonstige Unterstützung der Handelsschiffahrt sicheren Seeverkehr ermöglicht, die ungestörte Ausübung der Fischerei gewährleistet, im Verein mit der Reichswehr den Anordnungen der Reichsregierung Geltung verschafft und Ruhe und Ordnung aufrechterhält.“

Die Stärke der Marine sollte 20.000 Mann betragen. Deutschland musste 1919 aufgrund des Friedensvertrags von Versailles auf die Wehrpflicht verzichten, „um die Einleitung einer allgemeinen Rüstungsbeschränkung aller Nationen zu ermöglichen“. Die Reichswehr war eine auf 115.000 Mann begrenzte Berufsarmee. Infolgedessen bestand bis 1935 keine Wehrpflicht.
Vom 1. Oktober 1919 bis zum 1. April 1920 wurden die Streitkräfte der sogenannten Vorläufigen Reichswehr in das 200.000 Mann starke „Übergangsheer“ transformiert. Gleichzeitig entfielen die bisherigen Verbände und Dienststellen der alten Armee. Über den Zwischenschritt von 150.000 Mann im Oktober 1920 wurde bis 1. Januar 1921 die endgültige Heeresstärke von 100.000 Mann erreicht. Damit wurde zum 1. Januar 1921 die Reichswehr formiert, wobei das Wehrgesetz vom 23. März 1921 die näheren Einzelheiten regelte. Gegen den Versailler Vertrag verstieß der parallele Aufbau schwarzer Reichswehrverbände.

### Drittes Reich
Im Herbst 1934 verfügte das Deutsche Reich bereits über 250.000 Soldaten. Geplant war ein Heer von 21 Divisionen im Frieden und 63 Divisionen im Krieg. Im März 1935 waren bereits 21 Divisionen aufgestellt, wenn auch nicht voll einsatzbereit und das Deutsche Reich verfügte über 280.000 Soldaten. Dafür wurden 56.000 Mann der kasernierten Sicherheitspolizei in die Streitkräfte übernommen. Grundlage für die weitere Aufrüstung wurde die bereits am 3. Februar 1933 von Hitler angekündigte und im Reichskonkordat (Juli 1933) berücksichtigte Wiedereinführung der Wehrpflicht mit dem Wehrgesetz vom 21. Mai 1935. Dadurch konnten erstmals in der deutschen Geschichte auch Frauen im Krieg dienstverpflichtet werden.

„Im Kriege ist über die Wehrpflicht hinaus jeder deutsche Mann und jede deutsche Frau zur Dienstleistung für das Vaterland verpflichtet.“

Somit war die rechtliche Voraussetzung für die Wehrmachthelferin geschaffen, auf die im Krieg zurückgegriffen wurde. Außerdem musste nach dem Gesetz für den Reichsarbeitsdienst zuvor ein in der Regel 6-monatiger Arbeitsdienst geleistet werden, der eigentlich erst mit dem 18. Lebensjahr begonnen werden konnte, zu dem während des Krieges schon mit 17 herangezogen werden konnte. Der Reichsarbeitsdienst leistete nicht nur die militärische Vorarbeit zur nachgelagerten militärischen Ausbildung, sondern schaufelte auch Schützengräben und entlastete die Wehrmacht. Dadurch wurde bereits innerhalb eines halben Jahres ein enormes Anwachsen der Streitkräfte möglich: 24 Infanterie-Divisionen, zwei Kavallerie-Divisionen und drei Panzer-Divisionen brachten eine Sollstärke von 400.000 Mann auf. Im Frühjahr 1936 wurden daher 41 Divisionen im Frieden, die im Kriegsfall auf 102 Divisionen anwachsen sollten, geplant. Hinzu kam der Umbau des Heeres auf Vollmotorisierung. Bereits im Herbst erreichte man einen Stand von 520.000 Soldaten, die in 36 Divisionen untergliedert waren. Der Anschluss Österreichs im März 1938 brachte weitere 60.000 Soldaten, untergliedert in 6 Divisionen. Insgesamt gelang von 1923 eine beachtliche Aufrüstung von 10 Reichswehr-Divisionen bis zum Anfang des Zweiten Weltkriegs mit über 50 Divisionen und rund 2,7 Millionen Soldaten. Die rechtliche Grundlage für die Einberufung und den Einsatz der Luftwaffen- und Marinehelfer war die Notdienstverordnung des Deutschen Reiches vom 15. Oktober 1938. Danach konnte jeder Bewohner des Reichsgebietes nach Vollendung des 15. Lebensjahres zu beliebigen, vom Staat bestimmten Diensten herangezogen werden. Auch konnten damit ledige Frauen zum Arbeitsdienst herangezogen werden. Die gesetzliche Grundlage dieser Verordnung reichte zurück bis zum Wehrgesetz vom 21. Mai 1935. Damit war bereits vor dem Krieg der Weg frei für die Luftwaffenhelfer, Flakhelfer und HJ-Marinehelfer, die nach der heute weltweit gebräuchlichen Begriffsbestimmung zu den Kindersoldaten gezählt werden. Der Soziologe Heinz Bude hat die Definition Schülersoldaten für die Luftwaffenhelfer geprägt. Mit Kriegsanfang wurde auch, wie schon im Ersten Weltkrieg das Notabitur an den höheren Schulen eingeführt, um die Schüler möglichst rasch dem Wehrdienst zuzuführen. Mit dem Erlass über die Bildung des Volkssturms vom 20. Oktober 1944 wurde der Volkssturm geschaffen, der aber nicht mit dem Landsturm des kaiserlichen Heeres verwechselt werden darf. Zu diesem wurden alle „waffenfähigen“ Männer im Alter von 16 bis 60 Jahren herangezogen.

„Die Angehörigen des deutschen Volkssturms sind während ihres Einsatzes Soldaten im Sinne des Wehrgesetzes.“

Der Volkssturm unterstand dem Befehlshaber des Ersatzheeres, dem Reichsführer SS Heinrich Himmler. Ihre Aufstellung wurde in ihren Gauen durch die Gauleiter unter zur Hilfenahme von SA, SS, des NSKK und der HJ organisiert.

### Deutsche Demokratische Republik
Die Kasernierte Volkspolizei (KVP) war der militärische Beginn in der DDR. Ihre Geschichte begann am 1. Juli 1952, als zunächst die Bereitschaften (Regimenter) der Hauptverwaltung Ausbildung des Ministeriums des Innern der DDR (MdI) in Divisionen der Landstreitkräfte formiert wurden. Der Hauptstab lag anfangs in Berlin-Adlershof (Rudower Chaussee) und ab Juni 1954 in Strausberg. Ihre Gründung erinnert in gewisser Weise an die preußischen Kasernierte Sicherheitspolizei. Am 1. März 1956 erfolgte dann die Gründung der Nationalen Volksarmee. Diese beiden Streitkräfte waren zunächst Freiwilligenverbände und zwar die einzigen auf dem Gebiet des Warschauer Paktes. Dies änderte sich mit dem Gesetz über die allgemeine Wehrpflicht vom 24. Januar 1962. Bei der Nivellierung mit dem Wehrdienstgesetz am 25. März 1982 blieb die Wehrdauer unverändert, allerdings verschärften sich die Pflichten, die den Jugendlichen auferlegt wurden. Besonders wurden die vorbereitenden Maßnahmen auf den Wehrdienst (vgl. §§ 5–17 Wehrdienstgesetz) hier erwähnt.

„Vorbereitung auf den Wehrdienst. (1) Die staatlichen Organe sowie die Kombinate, wirtschaftsleitenden Organe, Betriebe, Einrichtungen, Genossenschaften, gesellschaftlichen Organisationen und Vereinigungen (nachfolgend Betriebe genannt) sind verpflichtet, die Bürger auf den Wehrdienst vorzubereiten. Die Bürger nehmen an der Vorbereitung auf den Wehrdienst nach diesem Gesetz oder anderen Rechtsvorschriften bzw. Bestimmungen teil.“

So wurde die Vorbereitung auf den Wehrdienst Bestandteil der Bildung und Erziehung an den allgemeinbildenden Schulen, Einrichtungen der Berufsbildung, Fachschulen, Hochschulen und Universitäten. Der dauerte 18 Monate. Die Wehrpflichtigen konnten vom vollendeten 18. Lebensjahr bis zum 31. Dezember des Jahres, in dem sie das 26. Lebensjahr vollenden, zum Grundwehrdienst einberufen werden. Die Wehrpflicht erstreckte sich vom 19. bis zum 50. Lebensjahr, bei Offizieren bis zum 60. Lebensjahr. Im Verteidigungszustand konnte die Wehrpflicht bis zum 60. Lebensjahr erweitert werden.

### Bundesrepublik Deutschland
Der Bundesgrenzschutz war mit seinen kasernierten Einheiten ein erster Schritt zur Grenzsicherung und mit rund 10.000 Polizeibeamten ein Baustein zur Gründung der Bundeswehr.
Männliche Personen können mit Vollendung des 18. Lebensjahres auf Grund von Art. 12a GG zum Dienst in den Streitkräften, im Bundesgrenzschutz oder in einem Zivilschutzverband verpflichtet werden.
Tatsächlich wurden nie Wehrpflichtige zum Bundesgrenzschutz oder ins THW (Technisches Hilfswerk), der Zivil- und Katastrophenschutzorganisation der Bundesrepublik Deutschland, einberufen. Jedoch haben viele Wehrpflichtige in diesen Organisationen ihre Dienstpflicht erfüllt.
Die einfachgesetzliche Grundlage für die Wehrpflicht bildet das Wehrpflichtgesetz (WPflG). Gemäß § 1 WPflG sind alle männlichen bundesdeutschen Staatsbürger vom vollendeten 18. Lebensjahr an wehrpflichtig. Ausnahmen gelten nach § 11 WPflG u. a. für ordinierte Geistliche und „dritte Söhne“, nach § 12 unter anderem für Priesteramtskandidaten.
Die Wehrpflicht endet generell mit Ablauf des Jahres, in dem der Wehrpflichtige das 45. Lebensjahr vollendet, bei Offizieren und Unteroffizieren mit Ablauf des Jahres, in dem sie das 60. Lebensjahr vollenden. Im Spannungs- und Verteidigungsfall endet die Wehrpflicht für alle mit Ablauf des Jahres, in dem der Wehrpflichtige das 60. Lebensjahr vollendet (§ 3 WPflG).

### Änderungen seit Juli 2011
Ab dem 1. Juli 2011 wird die Pflicht zur Ableistung des Grundwehrdienstes in Deutschland ausgesetzt. Es besteht die Möglichkeit eines freiwilligen Wehrdienstes. Freiwillig Wehrdienstleistende können zwischen 7 und 23 Monaten in der Bundeswehr dienen, davon sind die ersten 6 Monate Probezeit. Zum 1. Juli 2011 begannen erstmals insgesamt 3.375 Männer und 44 Frauen den freiwilligen Wehrdienst. Neben den Freiwilligen sind auch 3.761 Zeitsoldaten eingerückt. Maximal 15.000 Männer und Frauen können sich jährlich bewerben. Freiwillig Wehrdienstleistende erhielten im Jahr 2013 einen Sold von rund 778 bis 1.100 Euro netto pro Monat zuzüglich Sachleistungen (Verpflegung, Unterkunft) in Höhe von 265 Euro.

### Arten des Wehrdienstes
Nach § 4 des Wehrpflichtgesetzes umfasst der zu leistende Wehrdienst
1. den Grundwehrdienst (§ 5 WPflG)
2. die Wehrübungen (§ 6 WPflG)
3. die besondere Auslandsverwendung (§ 6a WPflG)
4. den freiwilligen zusätzlichen Wehrdienst im Anschluss an den Grundwehrdienst (§ 6b WPflG)
5. die Hilfeleistung im Innern (§ 6c WPflG)
6. die Hilfeleistung im Ausland (§ 6d WPflG)
7. den unbefristeten Wehrdienst im Spannungs- und Verteidigungsfall (§ 4 Nr. 7 WPflG).

### Dauer des Wehrdienstes

#### Grundwehrdienst

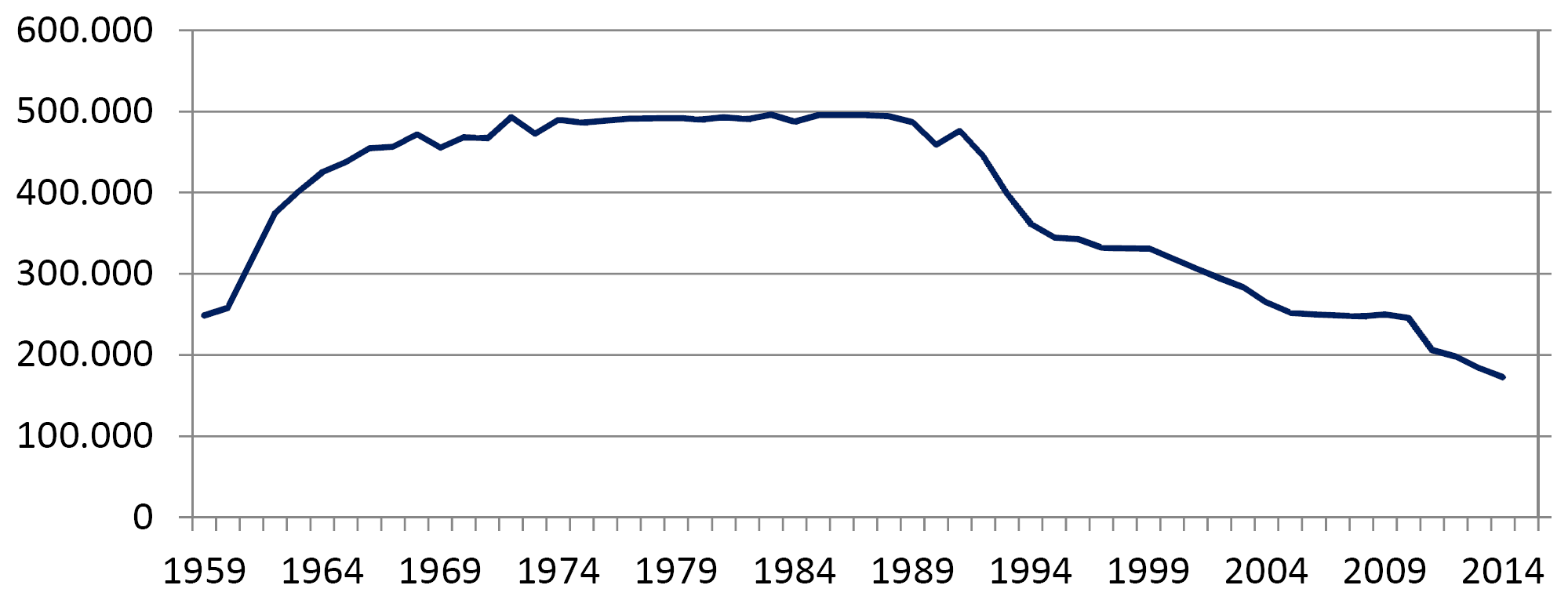
Sollstärke der Bundeswehr

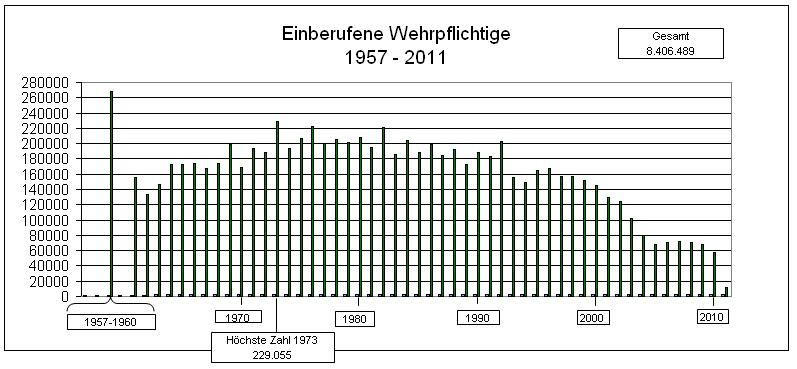
Einberufene Wehrpflichtige 1957–2011

Während des Kalten Krieges verfügte die Bundeswehr nach den Aufbaujahren über eine Sollstärke von etwa 495.000 Soldaten, nach der Wiedervereinigung wurde eine Obergrenze von 370.000 Soldaten für die Bundeswehr festgelegt. Die Dauer des Grundwehrdienstes (§ 5 WPflG) variierte in der Vergangenheit auf Grund geänderter Bedrohungsanalysen (1962, 1973, 1990, 2002) oder der Stärke der zur Verfügung stehenden Jahrgänge (geburtenstarke Jahrgänge wehrpflichtig ab 1973, Pillenknick wirkte ab Ende der 1980er) meist im Bereich zwischen 12, 15 und 18 Monaten, entsprechend W12, W15, W18 genannt.
Eine Besonderheit stellte die Dauer des Wehrdienstes für im Jahre 1989 einberufene Wehrpflichtige dar. Hatte der Jahrgang 1964 noch 1357304 Geburten gezählt, so dass 1982 weit über eine halbe Million junge Männer volljährig wurden, so war bereits 1971 die Jahrgangsstärke um ein Drittel auf 1013396 gesunken. Daher wurde ab dem dritten Quartal 1989 die Dienstzeit von 15 wieder auf 18 Monate heraufgesetzt (allerdings später nach Einberufung des Jahrgangs aufgrund der Ereignisse um die Wende wieder auf 15 Monate verkürzt). Um den davon betroffenen Absolventen des Abiturjahrgangs 1989 nach Beendigung der Wehrdienstzeit einen zeitverlustfreien Übergang in das Studium zum Wintersemester 1990/91 zu ermöglichen, wurde die Einberufung vom Quartalsbeginn 1. Juli um einen Monat auf den 1. Juni (Dienstantritt: 5. Juni) vorverlegt. Unter Anrechnung des Erholungsurlaubs sollte damit ein Dienstende mit Ablauf des 31. August 1990 ermöglicht werden. Infolge dieser Regelung verkürzte sich das letzte Schulhalbjahr mit den Abiturprüfungen deutlich um einige Wochen. Die im Laufe des Frühjahres und Sommers 1989 erfolgenden Grenzöffnungen in Ungarn sowie die Entwicklung in der DDR erforderte eine kurzfristige Neubewertung der Bedrohungslage. Noch im August 1989 wurde die Dienstzeit für das Einberufungsquartal III/1989 wieder auf 15 Monate abgesenkt und den Soldaten, die bereits in der Bundeswehr dienten, dienstlich mitgeteilt. Der Grundwehrdienst der zum 1. Oktober 1989 einberufenen Wehrpflichtigen dauerte dann angesichts von Mauerfall, der anstehenden Wiedervereinigung samt Abzug Sowjetischer Truppen, mithin Wegfall der konkreten Bedrohungslage, mittels einer im Sommer 1990 beschlossenen Dienstzeitverkürzung letztendlich 12 Monate.

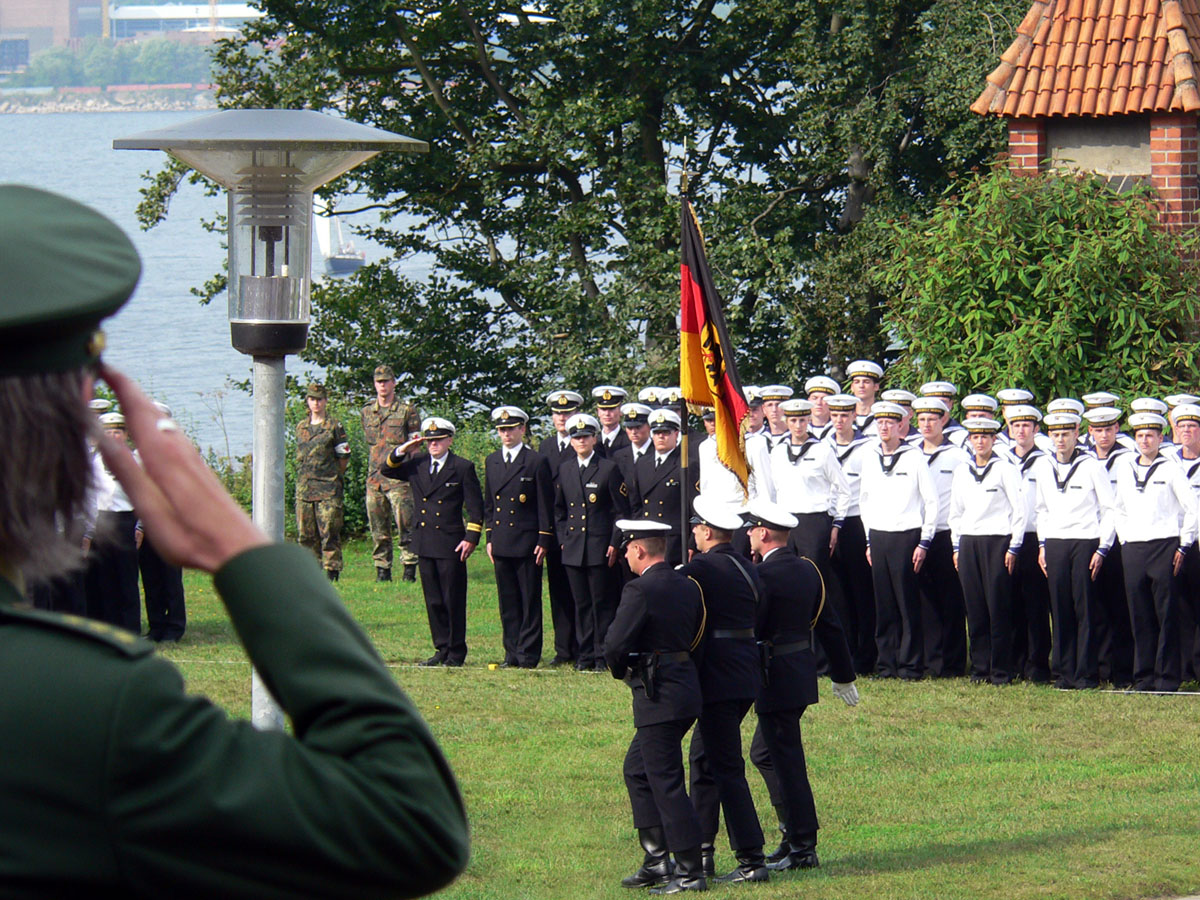
Truppenfahne bei einem Gelöbnis

Der erste Teil des Grundwehrdienstes ist die Grundausbildung (AGA), die drei Monate dauert. Sie beinhaltet unter anderem Themen wie Allgemeine Truppenkunde, Formalausbildung, Schießausbildung, Gefechtsdienst aller Truppen, Selbst- und Kameradenhilfe in Form des Einsatzersthelfers A, Sport und einzelne Themen zur ersten Vorbereitung auf Auslandseinsätze. Dazu gehören auch Märsche, Biwaks und das Überwinden einer Hindernisbahn. Gegen Ende der GA wird das Gelöbnis abgelegt. Die GA endet mit der „Rekrutenbesichtigung“, einer ein- oder mehrtägigen Prüfung, in der die Rekruten die erworbenen Fähigkeiten nachweisen müssen. Nach erfolgter Ausbildung zum Sicherungs- und Wachsoldaten wird den Absolventen die Ausbildungs- und Tätigkeitsnummer (ATN) Sicherungssoldat (Wachausbildung) zuerkannt.
Je nach Verwendung schließt sich eine Spezialgrundausbildung z. B. zum Panzergrenadier, Fallschirmjäger, Stabsdienstsoldat usw. dem Ende der GA an. Dem Soldaten wird am Ende dieser Ausbildung eine weitere ATN (Erstverwendungs-ATN) verliehen, z. B. Panzergrenadier, Fallschirmjäger, Stabsdienstsoldat usw.
In den verbleibenden Monaten folgt in der Regel die sogenannte „Vollausbildung“. Hier nehmen die Wehrpflichtigen verschiedenste Aufgaben wahr, beispielsweise Posten im Stabsdienst, als Kraftfahrer oder ähnliches. Verfügen die Wehrpflichtigen über besondere Fähigkeiten (zum Beispiel Fremdsprachenkenntnisse), können sie dementsprechend eingesetzt werden.

#### Wehrübungen
Die Gesamtdauer der möglichen Pflichtwehrübungen ist begrenzt (§ 6 WPflG)
- bei Mannschaften auf höchstens sechs Monate,
- bei Unteroffizieren auf höchstens neun Monate,
- bei Offizieren auf höchstens zwölf Monate.

Verpflichten sich Reservisten, mindestens 19 oder 33 Tage pro Jahr Reservistendienst zu leisten, erhalten sie nach Erbringen der Voraussetzungen einen Zuschlag zum Sold.
Sogenannte „Einsatzreservisten“ gibt es nicht mehr.

#### Besondere Auslandsverwendungen
Besondere Auslandsverwendungen (§ 6a WPflG) sind befristete Einsätze von Soldaten im Ausland aufgrund eines Beschlusses des Bundestages.
An besonderen Auslandsverwendungen nehmen keine Grundwehrdienstleistenden teil.
Auch Reservisten können während einer Wehrübung an einer besonderen Auslandsverwendung teilnehmen, vorzugsweise solche mit besonderen zivilberuflichen Qualifikationen, wenn sie sich schriftlich dazu bereit erklärt haben und durch die Bundeswehr ausgewählt wurden. Dies ist für jeweils höchstens sieben Monate möglich. Soweit die Dauer drei Monate übersteigt, wirkt das Kreiswehrersatzamt auf die Zustimmung des Arbeitgebers oder der Dienstbehörde hin.

#### Freiwilliger zusätzlicher Wehrdienst
Im Anschluss an den Grundwehrdienst kann freiwillig zusätzlicher Wehrdienst (§ 6b WPflG) bis zu einer Dauer von 17 Monaten (Gesamtdienstzeit 23 Monate) geleistet werden. Damit ist die Bereitschaft zur Teilnahme an besonderen Auslandsverwendungen verknüpft.

#### Hilfeleistung im Innern
Zu Einsätzen im Rahmen von Hilfeleistungen im Inland sowie dem Schutz Deutschlands und seiner Bürger im Frieden werden Reservisten nur aufgrund freiwilliger Verpflichtung eingesetzt. Einberufungen dafür Beorderter sind auch ohne Fristen möglich.

#### Wehrdienstverhältnis besonderer Art
Soldaten, auch Reservisten während einer Wehrübung, die während einer besonderen Auslandsverwendung durch einen Unfall oder eine Erkrankung eine gesundheitliche Schädigung erlitten (§ 63c Soldatenversorgungsgesetz), haben einen besonderen Schutz. Für sie gilt eine Schutzzeit gem. Einsatz-Weiterverwendungsgesetz von maximal fünf Jahren (§ 4 EinsatzWVG), in der sie medizinische Leistungen oder Leistungen zur beruflichen Qualifizierung erhalten. Endet das bestehende bisherige Wehrdienstverhältnis während dieser Schutzzeit, beginnt ab diesem Zeitpunkt das Wehrdienstverhältnis besonderer Art (§ 6 EinsatzWVG) bis zum Ende der Schutzfrist. Das Wehrdienstverhältnis besonderer Art endet durch eine Berufung in das Dienstverhältnis eines Berufssoldaten oder auf schriftlichen Antrag des Soldaten.
Außer für Soldaten gilt das Einsatz-Weiterverwendungsgesetz auch für Beamte, Richter und Arbeitnehmer des Bundes sowie für Helfer des Technischen Hilfswerks.

### Dienstliche Veranstaltung
Eine Besonderheit sind Dienstliche Veranstaltungen (§ 81 Soldatengesetz). Dies sind dienstliche Vorhaben der Streitkräfte mit einer Dauer von einigen Stunden bis zu drei Tagen zur militärischen Aus-, Fort- und Weiterbildung, zu denen Personen, die dienstfähig sind und das 65. Lebensjahr noch nicht vollendet haben, mit ihrem Einverständnis zugezogen werden können. Sie stehen während dieser Wehrdienstleistung in einem Wehrdienstverhältnis, die Teilnehmer sind also Soldaten mit allen Rechten und Pflichten. Sie erhalten keinen Wehrsold, jedoch können ihnen Fahrtkosten zur An- und Abreise erstattet und unentgeltliche Verpflegung sowie sanitätsdienstliche Versorgung zur Verfügung gestellt werden.

### Uniformtrageerlaubnis
Früheren Soldaten kann eine Uniformtrageerlaubnis (UTE) gemäß Uniformverordnung (UnifV) erteilt werden, die sie berechtigt, zu bestimmten Anlässen (Hochzeiten, festliche Veranstaltungen, öffentlichen Gedenkfeiern, Verbandsveranstaltungen des Reservistenverbands etc.) Uniform zu tragen.

### Schutzbestimmungen
Durch die Ableistung des Wehrdienstes darf keinem Bundesbürger ein Nachteil entstehen.
Während des Grundwehrdienstes oder einer Wehrübung ruht das Arbeitsverhältnis. Das Arbeitsplatzschutzgesetz enthält weitere Schutzbestimmungen.
Auch ein Studienplatz ist gesichert. Jeder Schüler kann sich für einen Studienplatz bewerben, obwohl er vorher seinen Dienst ableisten muss. Wird er dann an einer Universität angenommen, so ist ein Studienplatz für ihn bevorzugt frei zu halten. Es ist dann jedoch nicht der Ort des Studierens für ihn zwangsläufig derselbe.

## Österreich

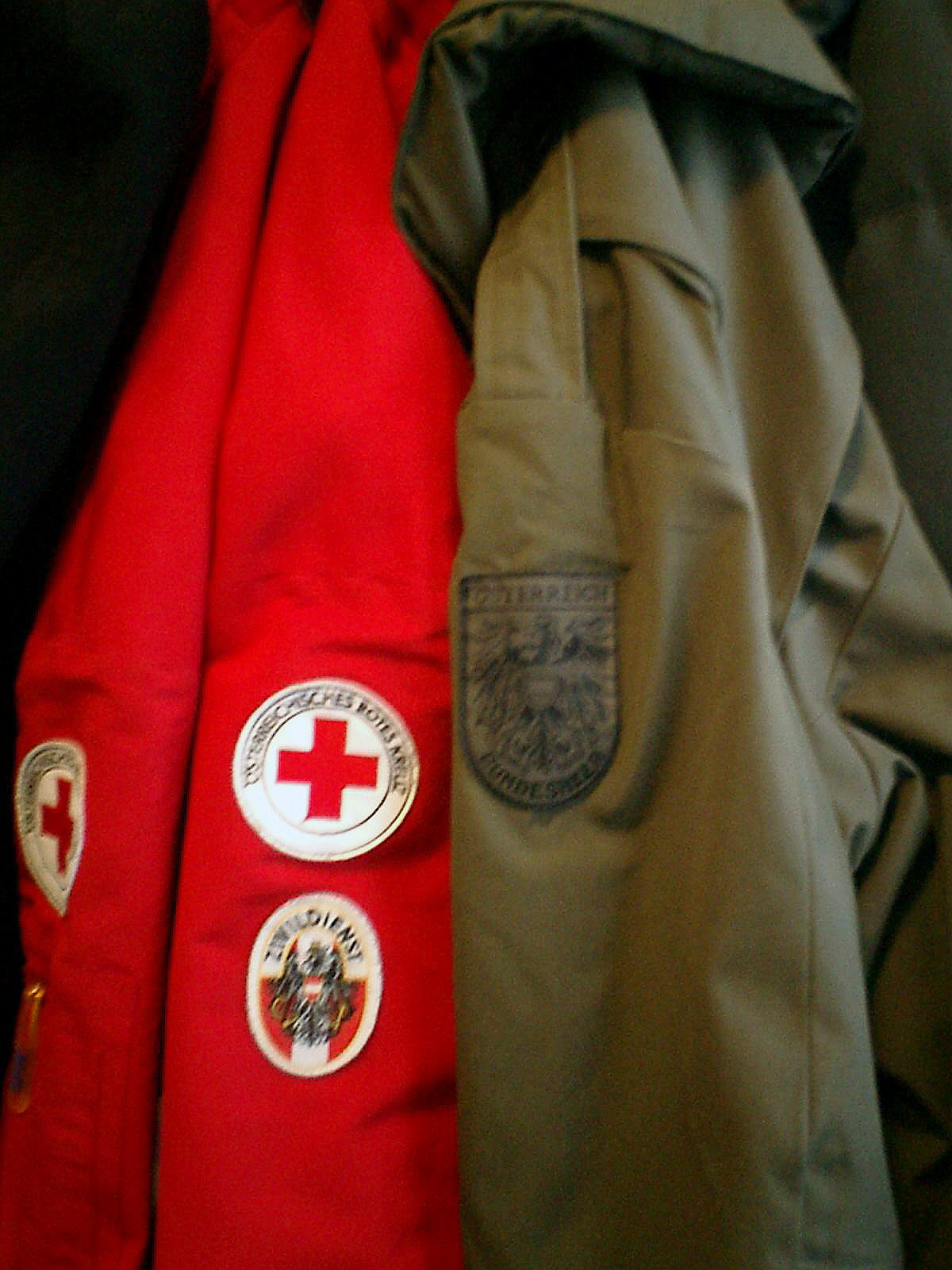
Uniformjacken für Zivildienst und Wehrdienst in Österreich

Die Dauer des Grundwehrdienstes beim österreichischen Bundesheer wurde mit 1. Januar 2006 per Ministerverordnung für alle von acht auf sechs Monate verkürzt (bis dahin wurde je nach Waffengattung der Grundwehrdienst in sechs oder acht Monaten abgeleistet, im ersteren Falle wurde der Rest der Wehrpflicht in Truppenübungen abgeleistet).
Der Grundwehrdienst ist eine der Präsenzdienstarten. Ein Zivildienst von neun Monaten Dauer (bis 31. Dezember 2005: zwölf Monate), einige Freiwilligendienste mit einer Mindestdauer von zehn Monaten oder ein 12-monatiger Auslandsdienst sind als Wehrersatzdienste zulässig. Das freiwillige Leisten des Militärdienstes für einen anderen Staat oder etwa als Söldner für ein Privates Sicherheits- und Militärunternehmen (PMC), führt zum Verlust der Staatsbürgerschaft.
In einer am 20. Januar 2013 abgehaltenen Volksbefragung stimmten bei einer Wahlbeteiligung von rund 52 % eine Mehrheit von fast 60 % für die Beibehaltung der Wehrpflicht.

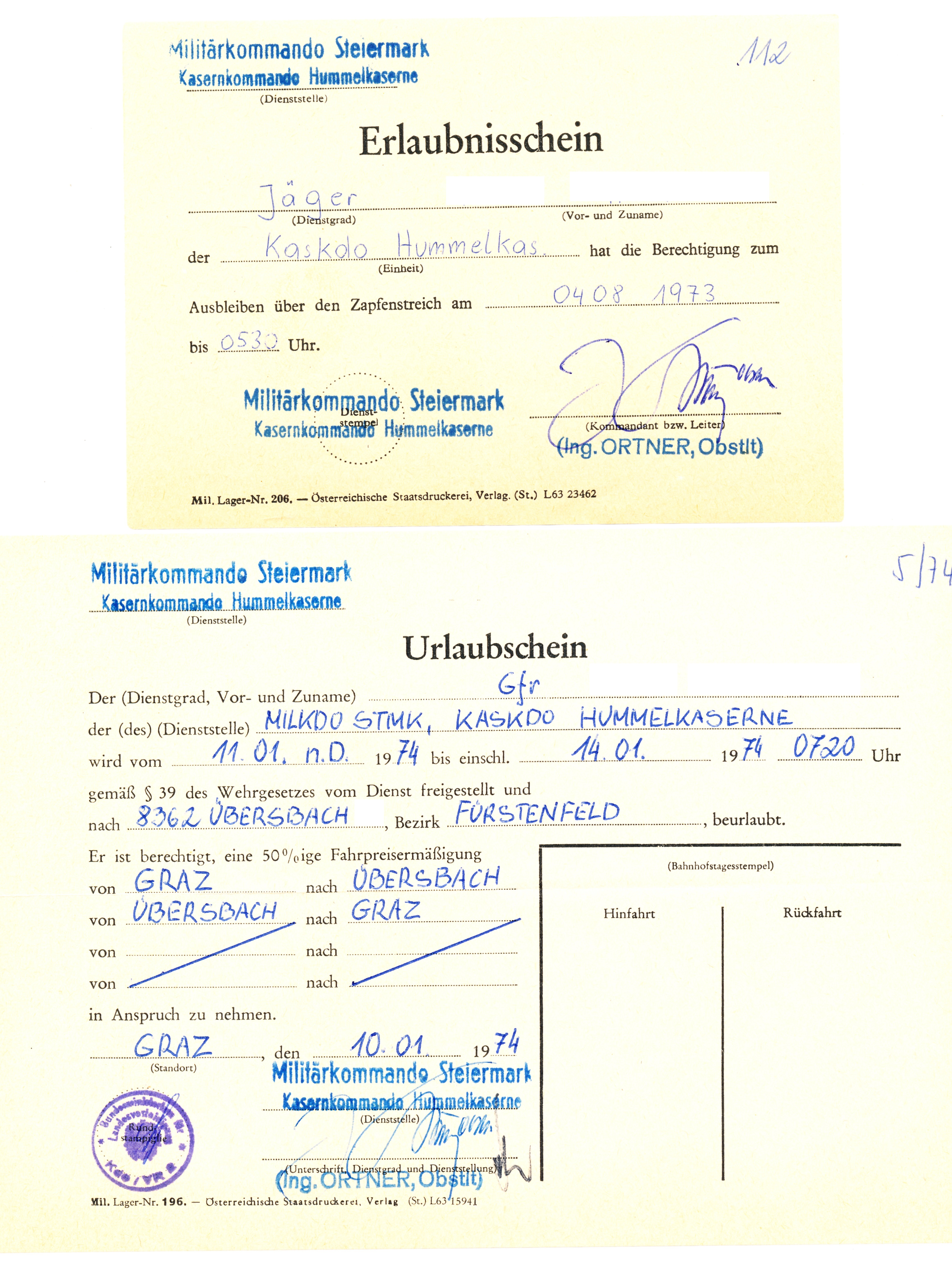
Grundwehrdiener

Die Ausbildung der Grundwehrdiener gliedert sich
- in eine etwa neunwöchige Basisausbildung 1, zum Herstellen der Überlebensfähigkeit des Soldaten im Einsatz (Qualifikation 1),
- in eine anschließende etwa siebenwöchige Basisausbildung 2, die Ausbildung zu einer Grundfunktion in der Waffengattung (Qualifikation 2), und
- in eine etwa zehnwöchige Basisausbildung 3, zur Ausbildung im Organisationselement in der Waffengattung (Qualifikation 3).

Nach dem Heeresgebührengesetz erhält ein Grundwehrdiener mit Stand Oktober 2022 362 Euro Entschädigung monatlich. Für das Aufkommen von Wohnkosten und Unterhaltspflichten sowie von Verpflegsgeld können weitere Beiträge dazukommen. Im Oktober 2022 ist es breiter Konsens im Nationalrat, die Entschädigung für Grundwehrdiener wesentlich anzuheben.
Mit dem im Nationalrat einstimmig beschlossenen Wehrrechtsänderungsgesetz 2023 erhalten die Grundwehrdiener ab 1. Jänner 2023 eine Solderhöhung auf 500 Euro monatlich.

### Freiwilliger Grundwehrdienst
Um die Frauenquote beim Militär zu erhöhen, ist es ab dem 1. April 2023 für Frauen möglich, einen freiwilligen Grundwehrdienst zu leisten. Bis dahin konnten Frauen nur direkt eine Kaderlaufbahn, also eine Laufbahn als Unteroffizier oder als Offizier einschlagen, für welche eine strengere Eignungsprüfung (Kadereignung statt Mannschaftseignung) zu absolvieren ist. Durch die Änderung ist der Zugang zum Bundesheer niederschwelliger, da Frauen nun auch nur Mannschafts- und Chargenfunktionen anstreben können.

## Schweiz

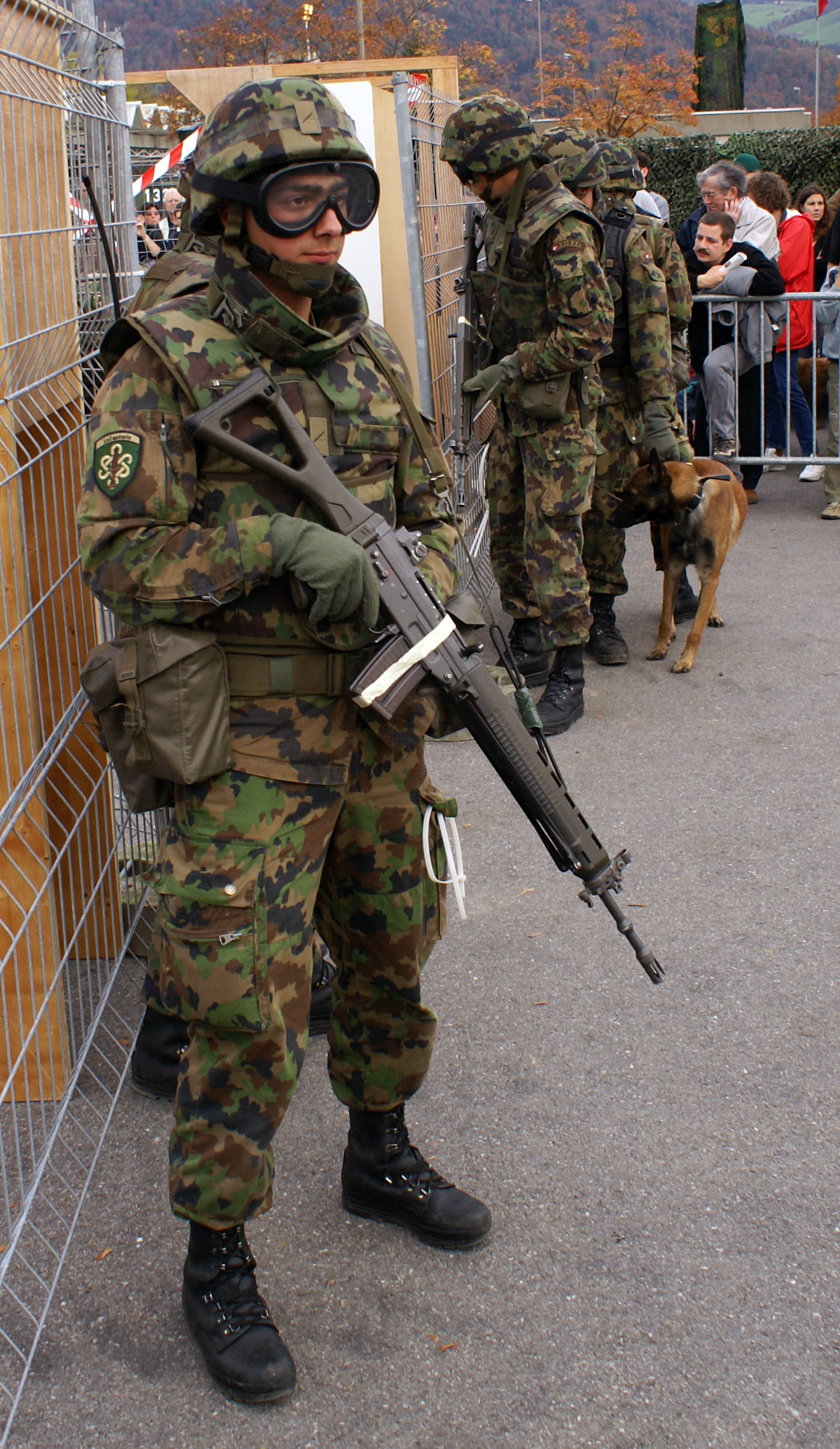
Schweizer Infanterist

In der Schweiz herrscht die allgemeine Militärdienstpflicht für Männer.
Die obligatorische Grundausbildung heißt Rekrutenschule und dauert zwischen 18 und 21 Wochen. Anschließend gibt es alljährlich Wiederholungskurse (WK) (heutige Bezeichnung: Fortbildungsdienste der Truppe (FDT)) von rund drei Wochen, derzeit bis etwa zum 34. Lebensjahr. Die gesamte Dienstleistungszeit für einfache Soldaten dauert 260 Tage. In besonderen Formationen wird die Dienstleistung einzeltageweise geleistet (zum Beispiel im Zentrum für Informations- und Kommunikationsausbildung der Armee (ZIKA)).
Seit 2001 ist es möglich, den Militärdienst als Durchdiener in 300 Tagen an einem Stück abzuleisten. Die darauf folgenden zehn Jahre bleiben die Durchdiener in der Reserve eingeteilt und leisten keine FdT, sondern nur das jährliche obligatorische Schießen.
Der Dienst in der Armee kann aus Gewissensgründen abgelehnt werden. Der Ersatzdienst heißt Zivildienst und dauert eineinhalbmal so lange wie der Militärdienst. Männer, die aus medizinischen Gründen den Militärdienst nicht leisten können, werden vorzeitig dem Zivilschutz zugeteilt. Jene, die keinen Wehr- oder Zivildienst leisten, müssen eine Wehrpflichtersatzabgabe bezahlen.
Die Verletzung der Militärdienstpflicht wird von den Organen der Militärjustiz nach den Art. 81 ff. MStG beurteilt.
Schweizer Soldaten behalten nach Beendigung der Grundausbildung ihre militärische Ausrüstung einschließlich Sturmgewehr und bis 2007 auch die Munition (Taschenmunition) zu Hause, um sie sofort für den Kriegsfall – oder für die jährliche FdT – bereitzuhaben. Nach kompletter Beendigung des Militärdienstes kann das Gewehr gegen ein Entgelt erworben werden. Ab Oktober 2007 wurde die Taschenmunition nicht mehr ausgegeben. Die ausgegebene Taschenmunition wurde in den Schulen und Kursen zurückgegeben. 2009 wurde der Einzug der rund 257.000 Blechdosen mit Taschenmunition vollständig abgeschlossen.

## Türkei
Der Wehr- bzw. sogenannte Vaterlandsdienst (vatan hizmeti) in den Türkischen Streitkräften ist laut Art. 72 der türkischen Verfassung in Verbindung mit Art. 1 des Wehrdienstgesetzes (Gesetz Nr. 1111 vom 21. Juni 1927) Recht und Pflicht jedes männlichen Staatsbürgers. Die Möglichkeit einer Verweigerung des Militärdienstes aus Gewissens- oder religiösen Gründen ist nicht vorgesehen. Die Türkei hat auf Druck der Europäischen Union mehrfach angekündigt, einen Militärersatzdienst einzuführen, der doppelt so lang sein soll wie der Wehrdienst. Bereits abgeleisteter Wehr- oder Zivildienst, etwa vor einer Einbürgerung, wird seit 1993 mit dem Ministerratsbeschluss Nr. 93/4613 anerkannt.
Nach Art. 2 des Wehrdienstgesetzes beginnt die Wehrpflicht am 1. Januar des Jahres, in dem in das 20. Lebensjahr eingetreten wird. Die Wehrpflicht endet mit Beginn des Jahres, in dem das 41. Lebensjahr beginnt. Geschwister bzw. Kinder von im Dienst getöteten Soldaten sind nicht wehrpflichtig.
Zwischen dem 15. Juli 2003 bis zum 1. Januar 2014 dauerte der reguläre Militärdienst für Soldaten (er) 15 Monate. Für Reserveoffiziersanwärter (yedek subay adayı) dauert er 12 Monate und für Kurzzeitsoldaten (kısa dönem er) 6 Monate. Im Oktober 2013 beschloss der Ministerrat, den regulären Wehrdienst ab dem 1. Januar 2014 auf 12 Monate zu begrenzen.
Für türkische Staatsbürger, die sich länger als drei Jahre (1095 Tage) im Ausland befinden, besteht die Möglichkeit, die Ableistung des Militärdienstes durch Zahlung von Devisen zu vermeiden. Dazu bestimmt der Zusatzartikel 1 des Wehrdienstgesetzes, dass für diese Personen „ihr aktiver Militärdienst als erfüllt [gilt], wenn sie bis zum Ende des Jahres, in dem sie 38 Jahre alt geworden sind, eine Summe von 10.000 Euro oder eine entsprechende durch einen Bescheid festgelegte Summe in einer anderen Währung zahlen. […] Der Ministerrat ist ermächtigt, die zu zahlende Summe bis auf die Hälfte zu reduzieren oder bis auf das Doppelte zu erhöhen.“ Mit dem Gesetz Nr. 6252 vom 30. November 2011 wurde die Bedingung, dass Personen, die die geforderte Summe zahlen, eine 21-tägige „Grundausbildung“ leisten müssen, abgeschafft. Durch den Ministerratsbeschluss Nr. 2013/5048 vom 8. Juli 2013 wurde der zu zahlende Betrag von 10.000 Euro auf 6.000 Euro reduziert.
Aufgrund von Gesetzesänderungen in der Türkei wurde der zu leistende Beitrag von 6.000 Euro auf 1.000 Euro herabgesetzt.

## Soziale Herkunft von Wehrdienstleistenden
Es gibt Hinweise, dass junge Menschen aus bereits privilegierten, wohlhabenden oder akademischen Familien seltener eine militärische Laufbahn anstreben. Viele Abiturienten aus diesen Milieus nehmen die Bundeswehr als potenziellen Arbeitgeber gar nicht erst wahr.

## Anthropologische Betrachtung
Im modernen Militärdienst sehen einige Kulturanthropologen Parallelen zu Mannbarkeits-Initiationsriten traditioneller Völker.
Mario Erdheim spricht von der „Männlichkeitsideologie“, die in der Zeit beim Militär „inszeniert“ werde, damit junge Männer lernten, „den Standpunkt der Herrschaft zu akzeptieren“. Der von Gehorsamkeits-Ritualen geprägte Dienst sei eine unabdingbare Voraussetzung zur Kriegsführung.
Eine Betrachtung unter dem lateinischen Spruch Sunt pueri pueri, pueri puerilia tractant (etwa: „Kinder sind (halt) Kinder, und Kinder machen Kindereien.“) kommt zum Schluss, dass das jugendliche Alter der Wehrdienstleistenden bewusst ausgenutzt wird.